# Ludovic Janvier
Ne doit pas être confondu avec Affaire Ludovic Janvier.
Pour les articles homonymes, voir Janvier (homonymie).
Ludovic Janvier, né 24 octobre 1934 à Paris 14e et mort le 18 janvier 2016 à Ivry-sur-Seine, est un romancier, essayiste, nouvelliste et poète français. Il est le petit-fils de l'écrivain et homme politique haïtien Louis-Joseph Janvier.

## Biographie
D'ascendance haïtienne, Ludovic Janvier est né en 1934 à Paris, où il vit le plus clair de son temps. Le projet d'écrire est chez lui très ancien, il remonte à l'adolescence. Il meurt le 18 janvier 2016 à Ivry-sur-Seine des suites d'un cancer.

## Œuvre

### Romans
- La Baigneuse, Gallimard, 1968
- Face, Gallimard, 1974
- Naissance, Gallimard, 1984
- Monstre, va, Gallimard, 1988
- La Confession d'un bâtard du siècle, Fayard, 2012

### Recueils de nouvelles
- Brèves d’amour, Gallimard, 1993
- En mémoire du lit, Brèves d'amour 2, Gallimard, 1996
- Encore un coup au cœur, Brèves d'amour 3 (nouvelles), Gallimard, 2002
- Tue-le, Gallimard, 2002
- Apparitions, Brèves d'amour 4 (nouvelles), Gallimard, 2016

### Poésie
- La Mer à boire, Gallimard, 1987
- Entre jour et sommeil, Seghers, 1992
- Comme un œil, dessins de Jean-Marie Queneau, Vézelay, Éditions de la Goulotte, 1998
- Doucement avec l'ange, Gallimard, 2001
- Bon d'accord, allez je reste !, inventaire/invention, 2003
- Des rivières plein la voix, Gallimard, 2004, Prix Roger-Kowalski
- Une poignée de monde, Gallimard, 2006

### Essais
- Une parole exigeante : le nouveau roman, Minuit, 1964
- Pour Samuel Beckett, Minuit, 1966
- Samuel Beckett par lui-même, Le Seuil, 1969
- Bientôt le soleil : Pierre Bonnard, Flohic éditions, 1998